# Turzec (gmina)
Turzec (do 1930 Jeremicze) – dawna gmina wiejska istniejąca w latach 1930–1939 w woj. nowogródzkim. Siedzibą gminy był Turzec.
Gmina Turzec powstała 25 października 1930 roku w powiecie stołpeckim w woj. nowogródzkim, w związku z przemianowaniem gminy Jeremicze na Turzec. 1 października 1932 roku do gminy Turzec przyłączono część obszaru gmin Żuchowicze i Derewno.
Po wojnie obszar gminy Turzec został odłączony od Polski i włączony do Białoruskiej SRR.